# Halina Frackowiak
Halina Frackowiak (polsky: Halina Frąckowiak) (*10. dubna 1947, Poznaň, Polsko) je polská zpěvačka, textařka a skladatelka.
Zpívá od roku 1963. Svoji pěveckou kariéru započala v roce 1972 na festivalu v Opole. V roce 1973 vystupovala v československých městech Karviná, v Bohumíně a také v Praze.
V roce 1972 vyhrála festival v německém Ostende. V 70. letech vystupovala rovněž v SSSR, Bulharsku, Rumunsku, Maďarsku, Jugoslávii a USA. V 80. letech byla v Polsku velmi populární. V roce 1984 byla speciálním hostem festivalu v Sopotech.
Je to jedna z nejoblíbenějších zpěvaček Michaila Gorbačova. Její manžel spolupracoval s Rádiem Svobodná Evropa do roku 1985 (byl zatčen do roku 1989). Na cestě ke koncertu v roce 1989 se stala nehoda, kterou sotva přežila.

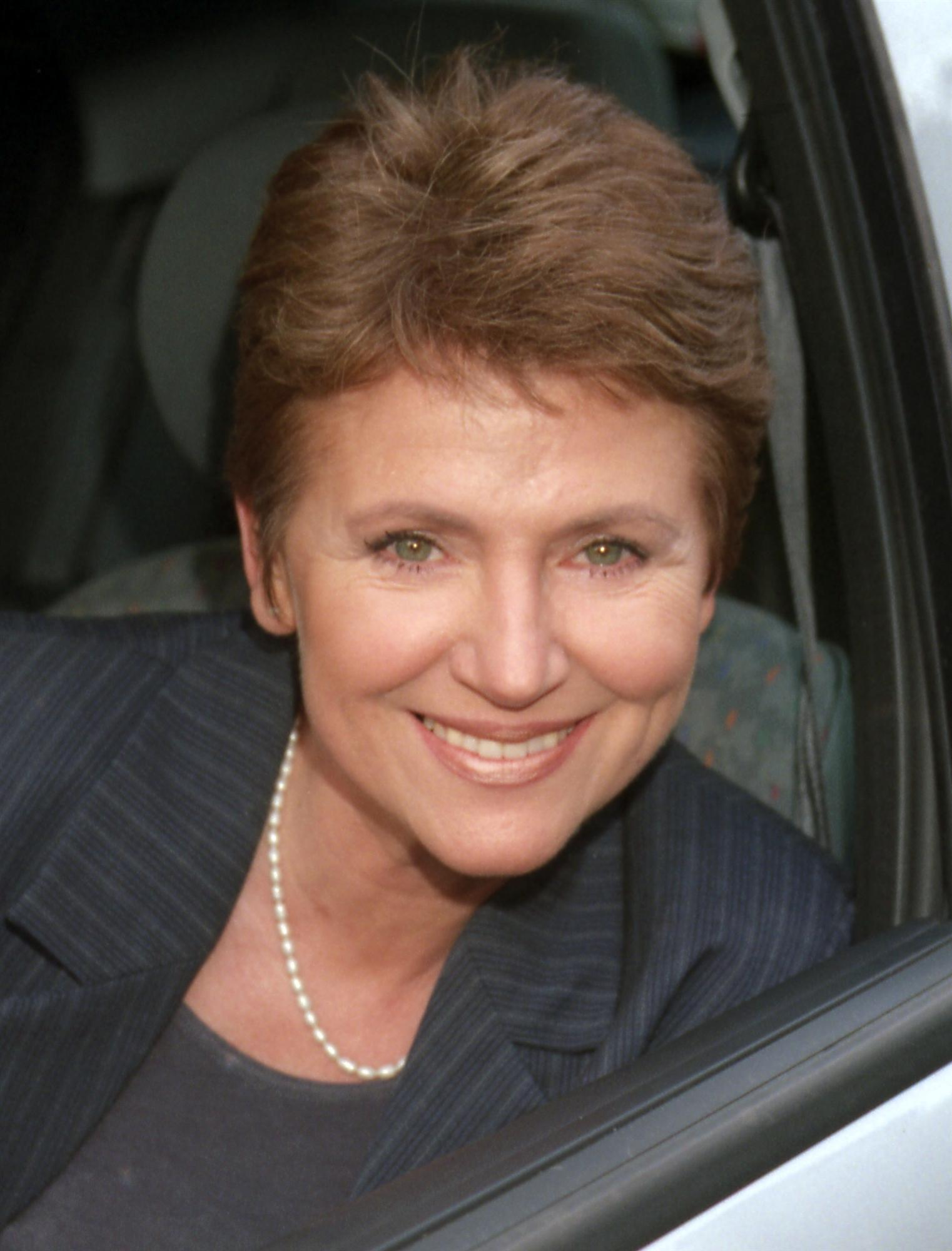
Halina Frackowiak

## Diskografie
- 1974 Idę
- 1977 Geira (se skupinou SBB)
- 1981 Ogród Luizy (Józef Skrzek)
- 1983 Serca gwiazd
- 1987 Halina Frąckowiak
- 2005 Przystanek bez drogowskazu… Garaże gwiazd